# جابر انصاری
جابرانصاری مولان (زادهٔ  ۲۰ دی ۱۳۶۵ کلیبر ) معروف به جابر انصاری بازیکن فوتبال اهل ایران است و سابقه بازی در استقلال تهران را در کارنامه دارد

## باشگاهی
انصاری سابقهٔ بازی در تیم‌های شهرداری تبریز، صبای قم، سایپا البرز، گسترش فولاد تبریز و استقلال تهران را دارد.

### استقلال تهران
انصاری در نقل و انتقالات فصل ۱۳۹۴-۱۳۹۵ با عقد قرار دادی دوساله به تیم استقلال تهران پیوست. او با پیراهن استقلال، گل‌هایی حساس و زیبا در لیگ برتر و لیگ قهرمانان آسیا به ثمر رساند. انصاری در شهرآوردهای ۸۳ و ۸۴ تهران توانست در هر دو مسابقهٔ رفت و برگشت به تیم پرسپولیس گل بزند و به همین دلیل به «جابر رفت و برگشت» مشهور شد. او در لیگ پانزدهم، یکی از مهم‌ترین بازیکنان تیم پرویز مظلومی به شمار می‌رفت؛ اما پس از حضور علیرضا منصوریان و سپس وینفرد شفر به‌عنوان سرمربیان استقلال، او دچار افت شد. وی سرانجام در نیم‌فصل ۱۳۹۷–۱۳۹۸ توسط شفر در فهرست مازاد قرار گرفت و پس از چهار فصل حضور در استقلال تهران، به‌صورت رسمی از این تیم جدا شد.

### پیکان
انصاری در روز ۹ بهمن ۱۳۹۷ به تیم فوتبال پیکان پیوست.

## ملی
انصاری سابقهٔ دعوت شدن به تیم ملی فوتبال ایران توسط کارلوس کیروش را دارد.

## آمار باشگاهی
تا تاریخ ۱۴ مه ۲۰۲۱
| Club performance     | Club performance     | Club performance     | لیگ  | لیگ | جام      | جام      | قاره ای | قاره ای | کل   | کل |
| فصل                  | باشگاه               | لیگ                  | بازی | گل  | بازی     | گل       | بازی    | گل      | بازی | گل |
| ایران                | ایران                | ایران                | لیگ  | لیگ | جام حذفی | جام حذفی | آسیا    | آسیا    | کل   | کل |
| -------------------- | -------------------- | -------------------- | ---- | --- | -------- | -------- | ------- | ------- | ---- | -- |
| ۲۰۰۸-۲۰۰۹            | شهرداری تبریز        | لیگ آزادگان          | ۲۶   | ۴   | ۱        | ۱        | _       | _       | ۲۶۱  | ۴۱ |
| مجموع شهرداری تبریز  | مجموع شهرداری تبریز  | مجموع شهرداری تبریز  | ۲۶   | ۴   | ۰        | ۰        | _       | _       | ۲۶   | ۴  |
| ۲۰۰۹-۲۰۱۰            | صبای قم              | لیگ برتر             | ۲۵   | ۱   | ۱        | ۱        | _       | _       | ۲۵۱  | ۱  |
| مجموع صبای قم        | مجموع صبای قم        | مجموع صبای قم        | ۲۵   | ۱   | ۰        | ۰        | _       | _       | ۲۵   | ۱  |
| ۲۰۱۰-۲۰۱۱            | سایپا                | لیگ برتر             | ۳۳   | ۲   | ۱        | ۰        | _       | _       | ۳۴   | ۲  |
| ۲۰۱۱-۲۰۱۲            | سایپا                | لیگ برتر             | ۱۲   | ۰   | ۱        | ۰        | _       | _       | ۱۳   | ۰  |
| مجموع سایپا          | مجموع سایپا          | مجموع سایپا          | ۴۵   | ۲   | ۲        | ۰        | _       | _       | ۴۷   | ۲  |
| ۲۰۱۱-۲۰۱۲            | فجر سپاسی            | لیگ برتر             | ۵    | ۰   | ۰        | ۰        | _       | _       | ۵    | ۰  |
| ۲۰۱۲-۲۰۱۳            | فجر سپاسی            | لیگ برتر             | ۲۲   | ۸   | ۲        | ۰        | _       | _       | ۲۴   | ۸  |
| ۲۰۱۳-۲۰۱۴            | فجر سپاسی            | لیگ برتر             | ۱۷   | ۶   | ۰        | ۰        | _       | _       | ۱۷   | ۶  |
| مجموع فجر سپاسی      | مجموع فجر سپاسی      | مجموع فجر سپاسی      | ۴۴   | ۱۴  | ۲        | ۰        | _       | _       | ۴۶   | ۱۴ |
| ۲۰۱۳-۲۰۱۴            | گسترش فولاد          | لیگ برتر             | ۱۳   | ۱   | ۱        | ۰        | _       | _       | ۱۴   | ۱  |
| ۲۰۱۴-۲۰۱۵            | گسترش فولاد          | لیگ برتر             | ۳۰   | ۹   | ۰        | ۰        | _       | _       | ۳۰   | ۹  |
| مجموع گسترش فولاد    | مجموع گسترش فولاد    | مجموع گسترش فولاد    | ۴۳   | ۱۰  | ۱        | ۰        | _       | _       | ۴۴   | ۱۰ |
| ۲۰۱۵-۲۰۱۶            | استقلال              | لیگ برتر             | ۲۸   | ۷   | ۵        | ۱        | _       | _       | ۳۳   | ۸  |
| ۲۰۱۶-۲۰۱۷            | استقلال              | لیگ برتر             | ۲۲   | ۶   | ۳        | ۱        | ۱       | ۰       | ۲۶   | ۷  |
| ۲۰۱۷-۲۰۱۸            | استقلال              | لیگ برتر             | ۱۹   | ۴   | ۱        | ۰        | ۶       | ۱       | ۲۶   | ۵  |
| ۲۰۱۸-۲۰۱۹            | استقلال              | لیگ برتر             | ۲    | ۱   | ۱        | ۰        | ۰       | ۰       | ۳    | ۱  |
| مجموع استقلال        | مجموع استقلال        | مجموع استقلال        | ۷۱   | ۱۸  | ۱۰       | ۲        | ۷       | ۱       | ۸۸   | ۲۱ |
| ۲۰۱۹-۲۰۲۰            | پیکان                | لیگ برتر             | ۱۱   | ۰   | ۰        | ۰        | _       | _       | ۱۱   | ۰  |
| مجموع پیکان          | مجموع پیکان          | مجموع پیکان          | ۱۱   | ۰   | ۰        | ۰        | _       | _       | ۱۱   | ۰  |
| ۲۰۲۰-                | آلومینیوم اراک       | لیگ برتر             | ۱۸   | ۱   | ۲        | ۰        | _       | _       | ۱۵   | ۰  |
| مجموع آلومینیوم اراک | مجموع آلومینیوم اراک | مجموع آلومینیوم اراک | ۱۸   | ۱   | ۲        | ۰        | _       | _       | ۱۵   | ۰  |
| مجموع آمار           | مجموع آمار           | مجموع آمار           | ۲۸۳  | ۵۰  | ۱۹       | ۲        | ۷       | ۱       | ۳۰۹  | ۵۳ |

- پاس گل

| فصل       | تیم       | پاس گل |
| --------- | --------- | ------ |
| ۲۰۱۰-۲۰۱۱ | سایپا     | ۲      |
| ۲۰۱۳-۲۰۱۴ | فجر سپاسی | ۲      |
| ۲۰۱۴-۲۰۱۵ | گسترش     | ۲      |
| ۲۰۱۵-۲۰۱۶ | استقلال   | ۵      |
| ۲۰۱۶-۲۰۱۷ | استقلال   | ۳      |
| ۲۰۱۷-۲۰۱۸ | استقلال   | ۲      |

## افتخارات

### باشگاهی
استقلال
- قهرمان جام حذفی فوتبال ایران ۹۷–۹۶

- نایب قهرمان جام حذفی فوتبال ایران ۹۵–۱۳۹۴

- نایب قهرمان لیگ برتر فوتبال ایران ۹۶–۱۳۹۵

### فردی
- بهترین هافبک راست سال ۱۳۹۴ در نوروز فوتبالی
- تیم منتخب سال ۱۳۹۴ نوروز فوتبالی